# Водачът (филм, 1987)
„Водачът“ (на северносаамски: Ofelaš) е норвежки филм от 1987 година, приключенски екшън на режисьора Нилс Гауп по негов собствен сценарий.
Действието се развива във Финмарк в началото на XI век, където саамски младеж е заловен от боен отряд от народа чуд, унищожил малко преди това семейството му, и е принуден да го води към друго саамско селище, което да бъде нападнато. Главните роли се изпълняват от Микел Гауп, Нилс Уци, Сара Марит Гауп, Хелги Скуласон.
„Водачът“ е номиниран за „Оскар“ за чуждоезичен филм и за Европейски филмови награди за младежки филм и за поддържаща мъжка роля.